# Sergej Zabolotnov
Sergej Valentinovič Zabolotnov (in russo Серге́й Валентинович Заболотнов?; Tashkent, 11 agosto 1963) è un ex nuotatore sovietico, dal 1992 uzbeko.

## Carriera
Fortemente specializzato nel dorso, ha vinto numerose medaglie rappresentando l'Unione Sovietica. Conquistò un bronzo alle Olimpiadi ed uno ai mondiali, oltre 3 titoli continentali in singolare ed uno nella staffetta.

## Palmares

### Competizioni internazionali
- Giochi olimpici

Seul 1988: bronzo nella 4x100m misti.
- Mondiali

Madrid 1986: bronzo nei 100m dorso.
- Europei

Roma 1983: oro nei 200m dorso e bronzo nei 100m dorso.
Sofia 1985: argento nei 200m dorso e bronzo nei 100m dorso.
Strasburgo 1987: oro nei 100m e 200m dorso.
Bonn 1989: oro nella 4x100m misti e argento nei 100m dorso.
- Universiadi

Bucarest 1981: oro nei 100m, 200m dorso e nella 4x100m misti.
Edmonton 1983: oro nei 200m dorso.
Kobe 1985: bronzo nei 100m dorso.